# Руфре Мендола
Руфре Мендола (итал. Ruffré-Mendola) је насеље у Италији у округу Тренто, региону Трентино-Јужни Тирол.
Према процени из 2011. у насељу је живело 336 становника. Насеље се налази на надморској висини од 1202 м.

## Становништво
| 1931. | 1936. | 1951. | 1961. | 1971. | 1981. | 1991. | 2001. | 2011. |
| ----- | ----- | ----- | ----- | ----- | ----- | ----- | ----- | ----- |
| 776   | 703   | 647   | 554   | 460   | 438   | 409   | 412   | 416   |